# Província de Sajama

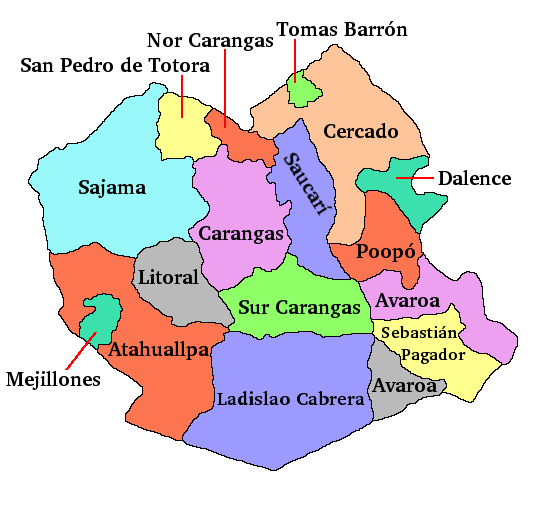
Les províncies del Departament d'Oruro.

La província de Sajama és una de les 16 províncies del Departament d'Oruro, a Bolívia. La seva capital és Curahuara de Carangas.